# Saint-Sornin, Allier

Saint-Sauvier este o comună în departamentul Allier din centrul Franței. În 1 ianuarie 2022 avea o populație de 220 de locuitori.